# Fresnes-Mazancourt
Fresnes-Mazancourt är en kommun i departementet Somme i regionen Hauts-de-France i norra Frankrike. Kommunen ligger i kantonen Chaulnes som tillhör arrondissementet Péronne. År 2022 hade Fresnes-Mazancourt 158 invånare.

## Befolkningsutveckling
Antalet invånare i kommunen Fresnes-Mazancourt
| Referens: INSEE |